# 김집 (1574년)
김집(金集, 1574년 7월 4일~1656년 6월 5일)은 조선 중기 시대의 문신이자 유학자·작가·문장가·문인이다. 본은 광산, 자는 사강(士剛), 호는 신독재(愼獨齋)·신독(愼獨), 시호는 문경(文敬)이다. 광산 양간공후 판군기감사공후 관찰사공후 의정공후 대사간공후 사계후 문경공파 파조가 된다.
1656년 6월 5일(향년 83세)에 하세한 그는, 생전에도 이언적, 이황, 이이, 송시열, 박세채와 함께 인신(人臣)으로서의 최고 영예인 문묘와 종묘의 종사를 동시에 이룬, 6현 중의 일원이었다.
선조, 광해군, 인조 때의 서인 당파의 지도자로, 1623년(광해군 15년)에 계해 반정(인조 반정)이 성립된 이후 비공신계 서인과 산림세력의 지도자로 활동하였다. 소현세자와 민회빈 강씨 등이 연이어 죽자 이들의 죽음에 의혹을 제기하고 복권 운동을 시작하였다. 그 뒤 청음 김상헌, 우산 안방준 등과 함께 북벌론을 제창하였다. 서인 산림의 당수로 송시열, 송준길, 이유태와 윤선거, 윤문거, 박세채 등이 그의 문하에서 배출되어 학문적으로는 노론과 소론의 공동조상이다. 효종 초에는 안방준과, 송시열, 송준길 등과 함께 김육의 대동법을 적극 반대하였다.
1614년(광해군 6년) 8월 27일 위성원종공신 3등(衛聖原從功臣三等)에 책록되었다. 사계 김장생의 아들이며, 동시에 율곡 이이의 서녀사위가 되고, 또한 숙종의 정비 인경왕후의 종증조 할아버지가 되며, 양관대제학 김익희·여남 김익겸·광남군 김익훈 등의 둘째 숙부가 된다. 서포만필과 구운몽의 작가 서포 김만중은 그의 친조카손주(從孫)가 된다. 한성부 출신.

## 생애

### 생애 초반

#### 출생과 가계

아버지 사계 김장생

1574년 6월 6일 한성부 황화방(皇華坊) 정릉동(貞陵洞)에서 사헌부대사헌 황강 김계휘의 손자로 사계 김장생(金長生)과 부인 창녕 조씨 사이에서 둘째 아들로 태어났다. 어머니 창녕 조씨는 첨지중추(僉知中樞) 조대건(曺大乾)의 딸이었다. 형 김은(1567년~?)이 임진왜란 때 의병으로 참전하였다가 실종되었으므로 사실상의 장남 역할을 하였다. 김집은 태어나면서 특이한 자질이 있고, 영걸하고 순수함이 다른 사람보다 뛰어났다. 겨우 말을 배울 때에 문득 글자를 알았는데 할아버지 황강공이 매양 무릎에 앉히면 선생은 손가락을 입에 세우면서 《이는 한자로써 '중(中)'자가 된다》라고 말했다. 김집이 네 살 되던 해에 종두를 앓자 특별히 신경써서 어린 그를 진료했는데, 할아버지 황강 김계휘는 그를 친히 업어 주면서, “이 아이의 골격이 비범하니 마침내 큰 그릇을 이루리라.” 했다 한다. 김집은 총명함은 물론 진중함까지도 갖추어 일찍부터 다른 형제들보다도 아버지 김장생에게 더 믿음을 주었다 한다.
| “ | 이때에 선생은 이미 스스로 글을 읽을 줄 알고 능히 큰 글자를 쓰며 경망되게 말하거나 웃지 않았다. 문원공 노선생(사계 김장생)이 일찍이 말하길, 이 아이가 5～6세에 이미 친구를 따라 놀거나 희롱하는 일이 없었고 손님이 오고 가면 능히 읍양(揖讓)하고 승강(乘降) 할 줄 안다고 했다. | ” |
|   | — 신독재전서 부록 연보 |   |

할아버지 황강 김계휘는 이런 김집을 기특하게 여겨 항상 '우리 집을 이을 사람은, 오히려 반드시 이 아이가 족히도 된다.'라고 했다. 그는 자(字)는 사강(士剛)이라 하고 호(號)는 신독재(愼獨齋)라 하였다.

#### 초기 활동과 성리학 수학
일찍부터 총명하여 6세 때 이미 글을 읽고 작문하였는데, 당시 사류의 중망을 받던 할아버지 김계휘와 아버지 김장생으로부터 총애를 받았던 김집은 당대 최고의 학자들로부터도 점차 주목받기 시작했다. 8세에 주자강목(朱子綱目)을 읽고 그 뜻을 대강 이해하기 시작했는데 문리(文理)가 빨리 트이자, 1581년(선조 14) 천곡 송상현과 귀봉 송익필의 문하에서 수학하였으며, 이 무렵 김집은 <대부송>(大夫松)이란 시를 지었는데, 이 시를 본 최립은 그의 재능을 크게 칭찬하면서 “문장가의 솜씨이다."라고 했다 한다. 학통은 가학을 이어받았다. 이후 충청도 연산에서 아버지 김장생으로부터 가학(家學)을 이었는데, 율곡 이이, 우계 성혼의 성리학과 송익필의 예학을 전수받았다. 또한 1585년(선조 18) 경부터는 우계 성혼의 문하에 출입하여 수학하기도 했다.
9살 때 할아버지의 상을 맞아 김장생이 시묘살이를 하자 김집은 아버지 김장생의 곁을 떠나지 않고 좌우로 받들며 예를 다했다. 또한 13살에 어머니의 상을 당하자 김집은 예를 다해 상을 치루었고 집상하던 중 잠시 신병을 얻기도 하였다. 이런 김집을 두고 김장생은 '예를 곧게 행하다가 병을 얻어 깊이 후회하게 되리라.'고 걱정했다 한다.
김집은 19살 되던 해 봄에 송당(松塘) 유홍(兪泓)의 딸과 결혼하여 정실부인으로 맞이하였다. 유부인(兪夫人)은 병이 있어 부도(婦道)를 집행할 수 없기 때문에 덕수이씨를 부실(副室)로 맞았는데, 아버지 김장생의 스승인 이이의 서녀이다. 이씨(李氏)는 어질고 정숙하여 집안일을 잘 섭행하고 시아버지는 사계선생을 봉양한지 30여년에 이르러 효도한다고 칭송이 있었다. 임진왜란 중 형 김은, 형수 음성(陰城) 박씨 그리고 세 살된 조카가 왜군에 의해 살해되었다. 유씨가 사망하자 집안 어른들은 가문의 대를 잇기위해 그가 재혼하길 원했으나 김집은 "사람이 각각 운명이 있는 법인데 운명이 좋지 않아서 먼저 사람과 평생동안 욕을 보았는데 이제 다시 장가 든다고 해도 꼭 먼저사람보다 나을 줄 알겠습니까" 라며 거절하고, 덕수 이씨와 해로하였다.
부실 이씨는 어질고 정숙하며, 집안 일을 잘 살펴 행하고, 남편과 함께 시아버지를 30여 년 봉양함으로써, 효도를 잘한다는 칭송을 들었다. 김집은 이씨에게서 아들 김익형(金益炯)과 김익련(金益煉) 등을 얻었고 김익형이 신독재 김집의 제사를 계승하였다.

### 학문 연구와 관료 생활

#### 학문 연구
1591년(선조 24년) 18세에 진사시에 2등으로 급제하여 진사가 되었으나 벼슬에 뜻이 없었다. 이때 김집의 글이 과거를 보았던 사람들 중에 뛰어나서 당대의 이름난 사람들은 감탄하며 “황강 김계휘가 손자를 잘 두었다.” 했다 한다. 이후 성혼이 사망하고 주요 학자들도 임진왜란을 전후해 대부분 사망했으므로 아버지 김장생의 문하에서 성리학을 수학하며 학문을 연마하였다. 김집은 대부분 가정에서 아버지로부터 학문을 배웠으며 과거에 응시하라는 권유도 받았다. 그러나 정작 그는 과거에 응시하는 것조차 탐탁하게 여기지 않았고, 오직 성현(聖賢)의 학문에 전념할 뜻을 갖고 있었다. 후일 문인들이 지은 그의 행장에 의하면 '선생은 가정에서 학문을 닦았는데 이름이 세상에 드러나는 것을 좋아하지 않았다. 비록 부친의 명으로 과거에 힘쓰기는 했지만, 여러 번 세상의 변란을 겪고서는 나아가 취할 뜻이 없었다.' 한다.
1596년 전란으로 가족을 이끌고 피신하였다가 1597년 4월 아버지 김장생을 모시고 연산으로 돌아왔다. 1610년(광해군 2년) 헌릉참봉(獻陵參奉)이 되었으나 광해군 조정의 북인들의 문란한 정치와 상궁 김개시가 전권을 휘두르는 것에 염증을 느껴 관직을 사퇴하였다. 1614년(광해군 6년) 8월 27일 위성원종공신 3등(衛聖原從功臣三等)에 책록되었다. 그 뒤 세자익위사 위솔(世子翊衛司衛率), 전라도 도사(全羅道都事) 등을 제수하였으나 나가지 않았다.
후에 산림의 천거로 동부승지·우부승지·공조참판·예조참판·대사헌 등을 역임하였으나, 벼슬 자리에 오래 머물지 않고 곧 사임하여, 성균관 유생들이 소를 올려 벼슬에 머물도록 해달라고 하는 등 덕망이 높았다.

#### 계축화옥 전후
아버지 김장생은 서제들이 연루된 계축화옥 때 북인의 공격을 받았으나, 혐의가 없어 처벌받지 않았다. 아버지 김장생은 계축화옥을 계기로 연산으로 내려와 문을 닫은 채 외인과 접촉하지 않고 오직 경서를 연구하는데 몰두했다. 이때 김집도 김장생을 모시고 연산으로 낙향했다. 그리고 김집 역시 자취를 감추고 뜻을 기르며 장차 몸을 마칠 듯 지냈다고 한다. 계축화옥으로 김집은 더욱 벼슬에 뜻을 두지 않고 아버지 김장생을 스승으로 모시며 묵묵히 학문에 정진하여 가학을 조선예학으로 발전시키게 되었다.
신독재행장에 의하면 '노선생(老先生;김장생)은 계축년 이후로 문을 닫고 외부와 접촉을 끊었으나, 학문 강론만은 그치지 않았다. 선생(김집)이 함께 모시고 앉아 좌우로 일을 보살피며 뜻 봉양할 물건을 준비하며 성리학에 깊이 몰두한지 10여 년을 하루 같이 했다. 인조 반정 초에 노선생은 제일 먼저 부름을 받았고 조정에서 학행 있는 선비를 쓰려고 하니 선생에게 차례를 뛰어넘는 명령이 있었다.'고 한다.
김집은 계축화옥 이후 인조반정으로 출사하기 전까지 10여 년 동안, 부친의 가르침을 집중적으로 받으며 학문을 연마하였다.

#### 인조 반정 직후
1623년(광해군 15년) 인조반정 직후 학행으로 천거되어 사헌부대사헌에 제수되었지만 사양하고 취임하지 않았다. 그러나 인조반정 직후 공신들의 월권행위와 권력남용, 탐욕스러움을 논하다가 그는 반정공신들로부터 밉보이게 되었다. 이괄의 난 역시 공신들의 잘못된 논공행상이 원인이라 지적하였다.
그 뒤 외직을 자청하여 5월 부여현감(扶餘縣監)이 되었다. 경연에서는 김집의 학력을 높이 사서 경연관에 임명해 중앙으로 발탁하고자 했다. 그러나 그는 아버지 봉양을 위해 한사코 지방관을 희망했다고 한다. 부여현감으로 부임한 그는 제일 먼저 학교를 일으키고, 고을 정사를 바로잡는 한편, 모든 행정을 두터운 인정으로 행했으므로 교화가 마을마다 행해져 소송과 다툼이 없어지고 고을의 청년들 사이에서 문풍이 유행하였다. 부여현감으로 부임했을 때 학교를 일으키고 선정을 베푸니 백성들이 송덕비를 세웠다. 그러나 김집은 부임한지 4년 만에 병이 생겨서 신병으로 사임하게 되었다. 부여 고을 사람들은 그를 위해 송덕비를 세웠고, 후에는 서원을 세워 그의 업적을 기리고 제사를 올렸다. 이후 4개월 뒤 임피현령(臨陂縣令)으로 임명되어 나갔다. 그러나 김집은 7개월만에 다시 관직을 사퇴하고 되돌아갔다.
지방관으로 부임하여서는 지역 유지라는 이유로 전횡을 부리던 지방의 토호들을 잡아다가 벌을 내리고, 고을의 이방, 아전들이 전횡을 부리지 못하도록 엄격히 단속하였다. 또한 조광조, 이황, 이이, 성혼 등의 향약 자료집을 참고하여 향약을 정하여 시행케 하고, 전란 이후 증가한 도적들을 잡아다가 엄히 처벌하여 다시는 도적이 출몰하지 못했다. 이후 조정에서는 세자익위사 위솔(世子翊衛司衛率), 전라도사(全羅都事) 등의 관직에 임명했으나, 모두 사양하고 나가지 않았다.

#### 병자호란과 정묘호란

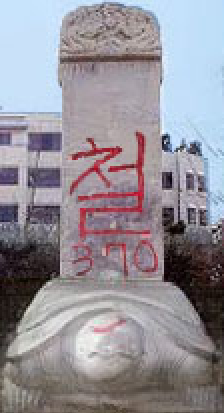
삼전도비 사진

1629년 7월 연로한 부친을 봉양하기 위하여 사직했다. 1632년 아버지 김장생이 극진한 병구완에도 사망했다. 그는 거적자리와 흙덩이 베개에서 통곡하기를 게을리 하지 않았고, 봉분조성 후 3개월 동안 죽을 먹되 채소와 장을 입에 넣지 않았으며, 조석궤전(朝夕饋奠)과 관곽(棺槨) 등 장례를 몸소 주관했다.
3년 간 시묘살이하면서 상복을 벗지 않고 시묘살이를 했다. 상을 시작한지 28개월이 지난 뒤 비로소 음식을 들기 시작하는 등 하나같이 예경(禮經)을 그대로 따랐지만 병이 나지 않았다. 이때 사람들이 이를 두고 모두 지극한 효성에 하늘이 감응한 것이라고 했다.
아버지이자 스승을 잃은 이후 김집의 일상 생활과 태도를 문인(門人)이던 동춘당 송준길은 기록하기를 '사계선생이 세상을 떠나자 일체 그의 규범을 준수하여 날마다 관대(冠帶)를 정제하고 새벽에 가묘(家廟)를 뵈온 다음에 서실로 나가 책상을 대하여 글을 보며 온종일 꿇어앉아도 어깨와 등이 높고 곧았다. 사람을 접대하는 데는 넘쳐흐르는 춘풍화기가 사람을 흐뭇하게 했으며, 상스런 말은 입에 내지를 않았고 태만한 기색은 몸에 나타나지 않았다. 비록 횡포하고 희롱하여 호오(好惡)가 서로 달라 좋아하지 않는 사람들이라도 상대하면 모두가 자연히 엄숙하고 공경하는 마음이 나타났다. 파리함은 몸으로 옷을 이기지 못하는 것 같고 겸손함은 말을 겨우 이겨내는 것 같지만 사변(事變)을 처리할 때에는 의리로써 정밀하게 판단하고 굳세고 용감하게 꿇어 범하지 못했다.' 한다. 이어 3년 간 상복을 벗지 않고 반드시 예를 다했으며, 28개월 째가 돼서야 비로소 일상 찬을 드는 등 하나같이 예경(禮經)을 따랐으나 병이 나지 않았다. 사람들이 이를 두고 모두 지극한 효성에 하늘이 감응한 것이라고 했다.
1634년(인조 12) 선공감첨정에 제수되었으나 사양하고 1635년 사헌부지평에 제수되었으나 사양하였다. 1636年(인조 14) 5월에 사헌부 장령, 6월에 종친부 전첨, 7월에 집의(執義), 8월에 용양위 부호군, 10월에 군자감정에 제수되었으나 모두 사양하고 취임하지 않았다.
이후 사헌부 지평(持平)·집의를 거쳐 1639년(인조 17) 다시 사헌부집의에 제수되어 사양하였으나 허락되지 않아 출사하였다. 그해 5월 통정대부로 승진 승정원동부승지 겸 경연참찬관이 되었다. 이어 우부승지에 임명하니 또 사양하였으나 허락되지 않아 6월 행 호군으로 전임된 뒤 연산으로 되돌아왔다. 그해 7월 12일 다시 승정원우부승지에 제수되었으나 출사하지 않다가 다시 승정원우부승지에 임명되자 출사하였다. 이후 공조참의 · 승정원 승지 등을 역임했다. 그 뒤 대사헌에 천거되었지만 고사하였다.
이후 청음 김상헌, 우산 안방준 등과 함께 북벌론을 제창하였다. 그는 북벌의 방법으로 병력을 양성하고 허례허식을 폐지하고 공신들에게 지나치게 부여된 특권을 감축할 것을 진언하였다. 그러나 이는 인조 반정 공신들의 강한 반발에 부딪쳤다.
1645년 10월 세자시강원의 사부가 되어 세자를 보도하였다. 그해 11월 사직을 청하였으나 반려되고 이듬해 다시 사직상소를 올렸으나 역시 반려되었다. 1647년(인조 25) 세자시강원찬선에 제수되었다. 1648년 특명으로 다시 세자시강원찬선이 되었다. 이후 다시 공조참의가 되었으나 인조 후반 반정공신세력인 김자점이 집권하자 그해 11월 사직하고 고향으로 내려왔다. 12월에 부친이 저술한 상례비요(喪禮備要)를 다시 간행했다. 이후 오직 학문연구에 몰두하여 정홍명(鄭弘溟), 제자이자 저명한 유학자인 송시열, 윤선거 등과 함께 태극설과 상례(喪禮)에 대하여 논하였으며, 의례문해(疑禮問解)를 발간하였다.
그 뒤 김육 등에 의해 대동법이 주청되자 그는 대동법을 반대하는 입장에 섰다. 그는 안방준, 송시열, 송준길과 함께 대동법의 실현 불가능성을 지적하며 강하게 반대하였다.

#### 학문 연구와 저술 활동
김집은 70세가 되던 해 정월에 사계의 '의례문해'에 대한 교정을 마쳤고, 이어 같은 달에 자신의 저서'의례문해속'의 편찬을 완성했다. '의례문해'의 문목(問目)이 무려 542개 항목이나 되고, 그 권수도 8권이나 되며, '의례문해속'의 항목은 151개나 되었다. 사계 김장생의 상 이후 오랫동안 학문연구와 저술활동에 전념했다. 그의 '의례문해'의 교정과 '의례문해속'의 편찬이 모두 김집에 의해 동시에 완성되었다는 것은 그 책 이름의 유사성과 함께 후자가 전자의 보완적 성격을 지니는 예서(禮書)임을 시사하였다. 신독재는 '의례문해'를 단순히 교정만 한 것이 아니라, 교정이 이루어진 것을 문생(門生)에게 주어 또다시 검토하는 과정에서 예학교육의 실효를 거두고 중의를 모으기도 했다. 신독재의 문인인 권극중은 신독재가 문생 교육에서 “예를 우선해서 가르쳤고 그 까닭에 여러 문생이 관․혼․상․제의 예에 통하여 깨닫지 못하는 자가 없었다.” 고 했다.
'고금상례이동의'는 1649년(효종 즉위년)에 김집이 '국조오례의'의 상례(喪禮)를 고례(古禮)인 '의례경전(儀禮經典)'과 비교하여, 양자의 같고 다름, 빠지고 보태진 것을 분석하고 자신의 견해를 첨가하여 왕에게 올린 예서이다. 신독재는 '국조오례의'가 고례에 비해 많은 문제점을 지닌 예서라고 인식했다. 이에 그는 효종에게 이를 올리며 '대개 오례의는 개원례(開元禮)를 많이 써서 단상(短喪)의 오류를 범하고 있고, 깎고 보태는 과정에서 빠진 것이 대단히 많습니다. 혹 그 작은 것은 들면서 큰 것은 빼버렸고, 혹은 형식에 급급하여 내용에는 느슨했으니, 예를 강구하는 선비가 깊이 잘못되었다고 여긴지 오래 되었습니다.(신독재전서 권3 봉사)'라고 하였다. 김집은 이에 왕조례(王朝禮)에 일대 개혁을 위해 '고금상례이동의'를 저술하여 왕에게 바쳤다.

### 생애 후반

#### 효종 즉위 초
1649년(인조 27) 1월 공조참의에 임명되었으나 사양하였다. 5월에 인조가 승하하고 세자가 효종으로 즉위하자, 특명으로 부름을 받아 청서(淸西)의 김상헌과 함께 등용되어 가선대부 예조참판(禮曹參判)이 되고, 그해 공조참판(工曹參判)이 되어 상례이동(喪禮異同)과 시정의 개혁을 논한 시무 7조를 올렸다. 효종은 즉위 후 '나를 위해 잠시 머물러 준다면 국가에는 도움이 되고, 사림들에게는 얼마나 모범이 되겠는가.' 하며 그를 계속 거듭 불러들였다.
이후 그는 대사헌, 이조판서 등에 제수되었으며, 효종, 김상헌과 더불어 북벌을 추진했다. 이후 왕명을 받아 소학의 주(註)와 중용의 구두(句讀)를 교정했다. 그해 7월에 대사헌을 제수하였고, 9월에 다시 대사헌에 제수되었다. 9월 공조참판이 되고, 10월에 사직상소를 했으나 허락되지 않았다. 이후 경연에 참가하여 중용을 강술하고 인심도심설(人心道心說)에 대해 왕에게 강론하였다. 그해 11월에 귀향을 간청하니 대신, 홍문관, 성균관 유생 들까지 상소를 올려 머무르도록 청원하였으나 뜻을 굽히지 않자 조카인 승지 김익희(金益熙)로 하여금 설득하여 왕명에 따르게 하였다. 이후 대사헌, 자헌대부, 이조판서에 임명되었으나 세 번 상소, 세 번 대면해서 말씀드리고 사양하였다. 12월에 왕의 간청에 못 이겨 조정에 들어가 시무를 하였다.
김육(金堉), 신면(申冕) 등이 대동법을 추진하려 하자 김육을 규탄하며 반대하다 언쟁이 벌어지기도 했다.
1650년 1월 왕의 간청에 따라 인물을 전형 선발하는 일을 주관하였으나 재상과 의견이 일치되지 않아 상소하여 스스로를 탄핵하고 물러났다. 그러나 효종의 거듭된 부름과 대신과 대학 유생들의 소환상소에 겨우 응했고 4월 호분위 사직(虎賁衛司直)에 제수되어 출사하였다. 그러나 유배지에 있던 김자점이 비밀리에 북벌계획을 밀고함으로써 청나라의 문책으로 조정이 어수선해지자 사임하였다. 그 뒤 김자점 일파가 숙청된 뒤 사헌부 대사헌이 되었다가 소현세자, 민회빈 강씨의 복권 여론을 주도하였다. 그 뒤 김홍욱이 민회빈 강씨의 복권과 경안군 석방을 요구하다가 장살당하자 관작을 사퇴하였다.

#### 만년

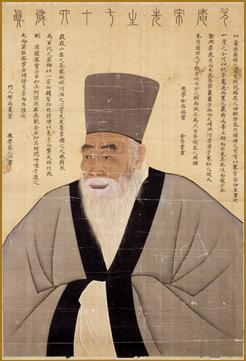
제자 우암 송시열
(효종이 선물로 준 털모자를 착용하고 있다.)

1650년(효종 2) 11월에 다시 대사헌에 임명되어 복직했고, 이조판서가 되어 김육의 대동법을 반대하여 갈등하였다. 이때 재야에서는 안방준이 대동법을 반대하는 상소를 계속 올려 그를 지원하였다. 1651년(효종 2) 다시 대사헌이 되고, 제자이자 저명한 학자가 된 송시열과 서신으로 국상변복지제(國變服之制)를 논하였다.
1651년(효종 3) 이조판서에 제수되자 거듭 사양했으나 받아들여지지 않아 취임하였다. 그 뒤 대사헌을 거쳐 1652년 초 정헌대부로 승진한 뒤 다시 이조판서가 되고, 호군을 거쳐 숭정대부로 가자했으나 사양하였다. 그 뒤 1653년 특명으로 숭정대부가 되고 판중추부사가 되었다. 행좌참찬을 거쳐 좌찬성으로 승진한 뒤 다시 판중추부사로 전임하였다. 1655년 의례경전(疑禮經傳) 11권을 출간하였다.

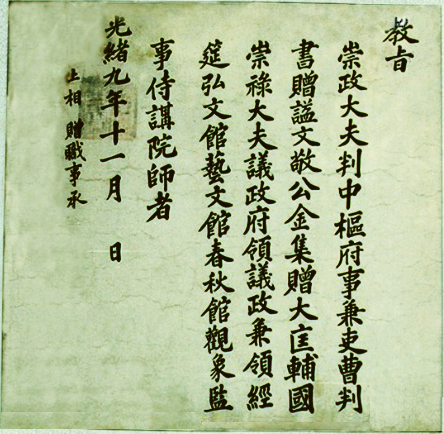
김집의 영의정 추증 교지

그는 평소에도 한열증(寒熱症)이 있었는데, 1656년 봄부터는 한열증이 심하여 져서 앉고 눕는 것을 사람에게 의지했지만 몸가짐을 단정히 하려는 것은 평상시와 다름이 없었다 한다.
벼슬에서 물러나기를 거듭 상소하였으나 허락되지 않아 도성에 체류하였고, 조정의 중대의논이 있으면 왕이 직접 낭관을 보내어 자문을 구하기도 하였다. 그는 벼슬에 있기보다 초야에 묻혀 학문에 힘쓰려 노력하였다. 저서로 《신독재문집》·《의례문해속》(疑禮問解續)이 있다. 1656년(효종 7년) 윤5월 13일에 지병인 한열증(寒熱症)으로 졸하였다. 사망 당시 그의 향년 83세였다. 효종은 그의 죽음을 특별히 애도하여 '김집은 유림의 영수이고 조정에서도 중망이 있었도다' 하고 일주일간 조회를 파하였다.

### 사후
왕명으로 예장하여 충남 연산 동쪽 천호산 고운승사(孤雲僧舍) 북쪽 손향원(巽向原)에 안장되었는데 이때 모인 사람이 거의 천 여명이었는데 이들은 “조정에서는 의심을 풀 방법이 없어졌고, 학자는 종사(宗師)가 없어졌고, 군자는 믿을 곳이 없어졌고, 소인(小人)은 무서워 할 곳이 없어졌다.” 고 했다. 후에 그의 묘소는 논산군 벌곡면 양산리에 이장되었다. 9월에는 문인이 돈암서원에 배향했는데, 조정에서는 문경(文敬)이란 시호를 내렸다. 문경이란 도덕이 있고 널리 아는 것을 일러 문(道德博聞曰文)이라 하고, ｢밤낮으로 조심함을 일러 경(夙夜儆戒曰敬)이라는 의미이다. 그 뒤 효종의 묘정에 배향되고, 충남 연산의 돈암서원, 임피의 봉암서원, 옥천의 창주서원 등에 배향되었다. 서인 노론과 소론은 모두 그에게 뿌리를 두므로 그를 김자(金子), 김부자(金夫子)라 하여 성인의 반열에 올리려 하였으나 남인과 북인에서 계속 이의를 제기하였다.
이이·성혼·송익필의 학문을 받아 예학(禮學)을 일으킨 부친 김장생을 이어 그 학문을 송시열, 송준길 등에게 전해주는 중요한 역할을 하였다. 1883년(고종 20년) 성균관 문묘에 종사되었다. 김장생과 더불어 부자가 문묘에 종사되어 동방 18현의 한 사람이 되었다. 후에 그의 묘소는 충남문화재자료 제296호로 지정되었다.
1883년(고종 21년) 11월 증 대광보국숭록대부 의정부영의정 겸 영경연홍문관예문관춘추관성균관관상감사 세자사 오위도총부도총관에 추증되었다.

## 저서
- 《신독재문집》
- 《의례문해속(疑禮問解續)》

## 가계
- 할아버지 : 김계휘(金繼輝)
- 할머니 : 평산신씨
  - 아버지 : 김장생(金長生)
  - 어머니 : 창녕조씨
    - 형님 : 김은(金檃) - 임진왜란 당시 실종
    - 동생 : 김반(金槃)
    - 부인 : 기계유씨(송당 유홍의 딸)
      - 적자(첫째 아들) : 김익형(金益炯)
        - 적손자 : 김만리(金萬里)
        - 적손자 : 김만규(金萬奎)
        - 적손자 : 김만질(金萬窒)
        - 적손자 : 김만량(金萬量)
        - 적손자 : 김만봉(金萬封)
        - 적손자 : 김만당(金萬堂)

    - 부실 : 덕수이씨(율곡 이이의 서녀)
      - 서자(둘째 아들) : 김익련(金益煉)
        - 서손자 : 김만성(金萬城)
        - 서손자 : 김만제(金萬堤)
        - 서손자 : 김만주(金萬周)
        - 서손자 : 김만용(金萬墉)

## 평가
옳다고 생각하는 일과 견해는 굽히지 않고 끝까지 밀고 나갔다. 왕조실록에는 그가 '오롯이 성품이 겸손하여 평생 스승으로 자처하지 않았다'고 평하기도 했다.
그리고, 김집 그의 김장생의 업적은 사계의 예학과 더불어, 사계 김장생의 둘째 아들 신독 김집 그 또한, 조선 예학을 학문적 수준의 예학으로 발전시키는 데 중추적인 역할을 한 것으로 평가된다.

## 사상과 신념

### 예학 보급과 전파
5경의 학문을 밝히고 논어를 강하고 성리학의 근본을 정하고 다듬었으며 아버지 김장생과 스승 성혼 등의 학문을 계승, 이를 더 깊이 연구하고 가르쳐 예학의 체계를 조선사회에 보급, 확산시켰다.

### 소현세자 복권 노력
그는 당대에 소현세자와 민회빈 강씨가 억울하게 죽었음을 천명하였다. 민회빈 강씨가 사사되자 그는 인조에 의해 제거된 소현세자와 민회빈 강씨는 아무 잘못이 없이 억울하게 죽었으며 김자점과 귀인 조씨를 비롯한 반정공신들, 친청파들의 소행이라며 억울히 죽은 세자와 세자빈의 복권을 공공연히 주장하였다.
이후 소현세자와 민회빈 강씨의 복권은 서인 공신세력을 몰아내고 집권한 서인 사림세력의 당론이 되었고, 숙종 때에 그의 제자인 우암 송시열과 우암의 문인 김수항의 적극 상소로 복권되었다.

## 시
| “ | 봄날 새벽 虛室人初覺(허실인초각) / 빈 방에서 잠을 깨니 春天夜已란(춘천야이란) / 봄날 밤이 이미 무르익었고 孤雲依水宿(고운의수숙) /외로운 구름은 물 위에서 자고 殘月映松閒(잔월영송한) / 새벽달은 소나무 사이에 빛난다. 心靜都忘世(심정도망세) / 세상 일 잊으니 마음 고요하고 夢恬不出山(몽념불출산) / 산을 나가지 않아 꿈도 편안한데 緬思故園竹(면사고원죽) / 고향 정원에 있는 대나무는 長得幾何竿(장득기하간)/ 줄기가 지금 얼마나 자랐을까. | ” |

## 기타
김집은 어려서 화려한 문장을 지었으나 글씨도 잘 써 획이 맑고 굳세었다고 한다. 이에 그의 필적을 얻은 사람은 보배 구슬을 얻은 듯 여겼다는 이야기도 전한다.
송시열, 송준길, 민정중, 민유중, 김수항, 김수흥, 김익훈 등이 모두 그의 제자였다. 또한 송시열의 후대에서도 윤증, 박세당 등의 소론계 학맥으로도 분화, 계승되었다. 위로는 아버지 김장생과 이이, 성혼을 거쳐 조광조, 정몽주까지 거슬러 올라가는 성리학 학문을 이어받아 송시열(宋時烈)과 윤증 등에게 전해주어 기호학파(畿湖學派)를 형성시켰으며 예학(禮學)을 체계화하였다. 이들은 김장생을 스승으로 모시다가 나중에 김집을 스승으로 하면서 보통 김집을 스승님으로, 김장생은 노스승님, 큰스승으로 불렀다.
아버지 김장생과 함께 서인 예학의 태두가 되었다. 이는 남인과 북인계 예학의 근간이 된 정구의 학파와 대립을 초래한다.
김집의 파리함은 옷을 이기지 못하는 것 같고, 겸손함은 말을 겨우 이겨내는 듯하지만, 일을 처리할 때는 의리로써 판단하고 과감하게 처리하는 추진 능력을 겸비하고 있었던 것이다. 그가 외유내강한 성품과 활동을 했음을 미루어 짐작할 수 있다. 그러므로 김집의 문하에서 공부한 문인들은 선생에게 높은 관직에 나가 국정을 맡아 줄 것을 끊임없이 요구했다. 여러 번 관직에 임명되었으나 김집은 서울에 오래 머물지 않고 연산으로 돌아가 자신의 학문에 더욱 침잠했다.
그의 문하생들 중에서 송시열을 당수로 하는 노론과 또다른 문인 윤선거의 아들 윤증을 당수로 하는 소론이 나뉜다.

## 같이 보기
| - 임진왜란 - 정묘호란 - 성리학 - 김장생 - 이이 - 성혼 - 송익필 - 송시열 - 송준길 - 사계신독재양선생기념사업회 - 윤선거 - 이유태 - 소현세자 - 민회빈 강씨 | - 북벌론 - 효종의 북벌 - 임진왜란 - 병자호란 - 정축하성 - 인조 반정 - 윤선거 - 윤원거 - 김육 - 정구 - 김홍욱 - 원두표 - 허목 - 예학 | - 안방준 - 김홍욱 - 김익훈 - 인경왕후 - 인현왕후 - 송갑조 - 송이창 - 윤증 - 윤휴 |

### 종묘·문묘배향 6현
- 이언적
- 이황
- 이이
- 김집
- 송시열
- 박세채